# 熊野神社 (馬路村)
熊野神社（くまのじんじゃ）は、高知県安芸郡馬路村にある神社である。

## 祭神
- 伊弉諾命
- 伊弉冉命

## 歴史
社伝によれば1186年（文治2年）に創建されたと伝えられる。

## 文化財
- 高知県指定文化財
  - 袈裟襷文銅鐸